# Дронь, Тарас Степанович
Тарас Степанович Дронь (род. 6 марта 1980) — украинский кинорежиссёр, продюсер, сценарист, член Украинской и Европейской (с 2019) киноакадемий.

## Биография
Родился в Украине, Ивано-Франковской области, 6 марта 1980 года. В 2004 году окончил Национальный университет «Львовская политехника» по специальности «Защита информации», после чего до 2007 года работал по специальности во Львовском государственном университете внутренних дел. С 14 лет интересовался фотографией, но воспринимал это как хобби. С 2007 года активно занимается созданием музыкальных видеоклипов, рекламы, корпоративного видео. В 2013 году снял свой первый короткометражный фильм. В 2016 году окончил киношколу в Лодзи. С 2017 года проводит учебные интенсивы для режиссёров и операторов.

## Творчество
Снимает музыкальные клипы для DZIDZIO, Татьяны Котовой, Kozak System, Павла Табакова, Мяты, Владислава Левицкого и др. С 2010 — владелец видеостудии Nord Production. Работает над рекламными видео таких брендов как Майола, Ополье, Верест, Greenville, Тикаферлюкс, Деньги всем, Фармак, Юрия-Фарм, tickets.ua, rabota.ua и др.
В 2013 году снимает свой короткометражный фильм «Прикоснись и посмотри», за который получил награды за лучший короткометражный фильм на XVI Международном кинофестивале «Бригантина», приз зрительских симпатий на международном фестивале короткометражных фильмов «Wiz-Art», приз зрительских симпатий и за лучшую женскую роль на IV Трускавецком Международном кинофестивале телевизионных фильмов «Корона Карпат», вторую премию на Ровенском Международном кинофестивале «Dream City».
В 2016 году закончил Государственную высшую школу кино, телевидения и театра имени Леона Шиллера в Польше (Лодзь) на отделении режиссуры кино (PWSFTviT, Łódż). Принимал активное участие в студенческих фильмах: режиссёрское сотрудничество, совместное написание сценариев, актёр. Во время учёбы снял два короткометражных фильма, документальный «Остап» и игровой «Черногора». Эти фильмы были отобраны в конкурсную программу украинских кинофестивалей: Одесский международный кинофестиваль, «Молодость», Docudays и ряда европейских кинофестивалей как XXV Festiwal Mediów w Łodzi «Człowiek w Zagrożeniu», 19 MFFD OFF CINEMA, 13th Nahal short film festival, 4th Indian Cine Film Festival-2016 Paris Play Film Festival, High Coast International Film Festival.
Фильм «Черногора» был отмечен специальной наградой жюри на Ismailia International Film Festival в Египте и отобран в лучших украинских фильмов с 2016 и был в прокате в украинских кинотеатрах в составе «Украинского киноальманаха 20/16 +», вторая премия на Ровенском международном кинофестивале «Dream City», приз зрительских симпатий на международном фестивале короткометражных фильмов «Wiz-Art».
В творческом сотрудничестве с DZIDZIO снял 5 короткометражных фильмов: «Письмо к Николаю», «Ангелы чудятся», «Паук», «Еду к маме», «Марсик».
В 2016 году совместно с польским режиссёром Анеле Астрид Габриель закончил работу над полнометражным документальным фильмом «Когда этот ветер стихнет», который одержал победу в студенческом конкурсе на одном из самых престижных кинофестивалей в Амстердаме (IDFA).
О фильме Дроня «С закрытыми глазами» Любовь Долик отозвалась так: «Недаром фильм собрал целую кучу наград на международных кинофестивалях! Пять лет работы — и вот фильм, который скручивал меня в узелок от переживаний, я смеялась и кусала губы, я жила теми вызовами, что и главная героиня. Какие эмоции, какая мощность актёрской игры, какая красота, какая цельность самих съёмок. А сколько подтекстов, идей прочитывается в фильме».
В 2024 году мини-сериал Тараса Дроня «Ботоферма» об информационной кампании по дискредитации Украины накануне полномасштабного вторжения России вышел на Netflix.

## Фильмография

### Полнометражные фильмы
- 2016 — «Когда этот ветер стихнет», документальный, сорежиссёр и сопродюсер (вместе с Астрид Габриель)
- 2018 — «DZIDZIO: Первый раз», игровой, сорежиссёр, сосценарист[17]
- 2019 — «С закрытыми глазами», игровой, режиссёр, сценарист[18][19]

### ТВ
- 2023 — «Ботоферма», мини-сериал, режиссёр, сосценарист[14][20][21]

### Короткометражные фильмы
- 2012 — «One», игровой, режиссёр, продюсер, сценарист.
- 2013 — «Прикоснись и посмотри», игровой, режиссёр, продюсер.
- 2014 — «Изменение времени на зимнее», игровой, ассистент режиссёра (режиссёр Гжегож Дембовский, Польша).
- 2015 — «Остап», документальный, режиссёр, продюсер, сценарист.
- 2015 — «Не касается велосипедов», игровой, ассистент режиссёра (режиссёр Гжегож Дембовский, Польша).
- 2016 — «Черногора», игровой, режиссёр, продюсер, сценарист.
- 2016 — «Около. Далеко», игровой, режиссёрская и сценарист (режиссёр Якуб Присак, Польша).
- 2017 — «Каменные хлеба», игровой, режиссёр (проект с 14 режиссёрами).
- 2017 — «Клетка», режиссёр и сценарист (режиссёр Якуб Присак, Польша).
- 2018 — «Сашка», игровой короткометражный фильм, второй режиссёр (режиссёр Екатерина Лесиш, Польша).